# Sommer-Paralympics 2008/Teilnehmer (Papua-Neuguinea)
| stlisierte Goldmedaille | stlisierte Silbermedaille | stlisierte Bronzemedaille |
| ----------------------- | ------------------------- | ------------------------- |
| —                       | 1                         | —                         |

Papua-Neuguinea nahm mit zwei Athleten in einer Sportart an den Sommer-Paralympics 2008 im chinesischen Peking teil, die vom Paralympischen Komitee Papua-Neuguineas benannt wurden.
Fahnenträger beim Einzug der Mannschaft war der Läufer Francis Kompaon. Er gewann eine Silbermedaille im 100-m-Lauf (T46).

## Medaillen

### Medaillenspiegel
| Medaillenspiegel Papua-Neuguinea |                |                              |                           |                           |        |
| Platz                            | Sportart       | Goldmedaille – Olympiasieger | Silbermedaille – 2. Platz | Bronzemedaille – 3. Platz | Gesamt |
| 1                                | Leichtathletik | –                            | 1                         | –                         | 1      |
| Total                            | Total          | –                            | 1                         | –                         | 1      |

### Medaillengewinner

#### Silber
| Name            | Sportart       | Wettkampf   |
| --------------- | -------------- | ----------- |
| Francis Kompaon | Leichtathletik | 100 m (T46) |

## Teilnehmer nach Sportart

### Leichtathletik
Frauen
- Joyleen Jeffrey

Männer
- Francis Kampaon
100-m-Lauf (T46): Silber